# Ultracentrifuga

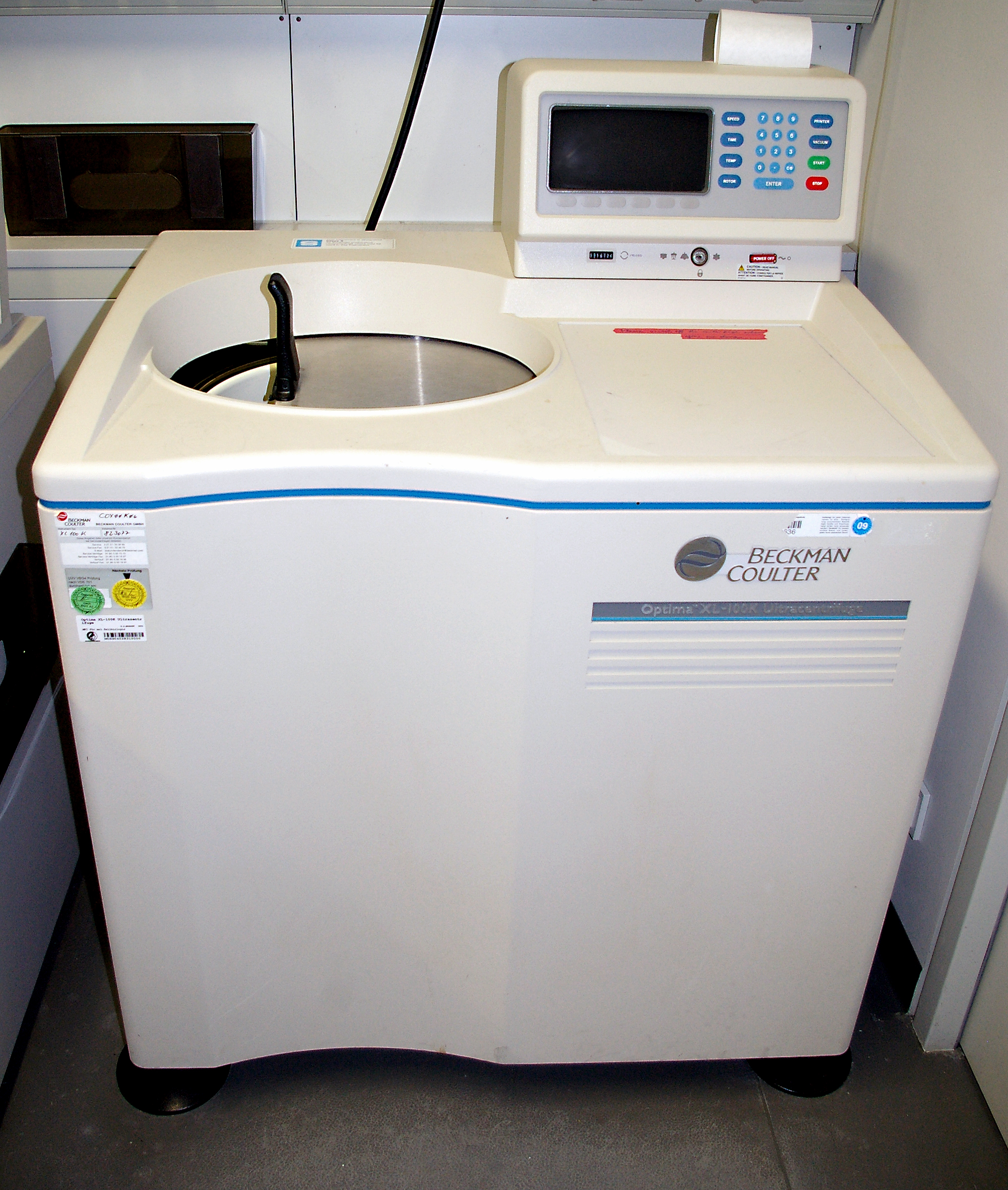
Ultracentrifuga da laboratorio della Beckman Coulter

L'ultracentrifuga è una particolare centrifuga costruita e ottimizzata in modo da raggiungere tipicamente valori di accelerazione dell'ordine di 105 volte l'accelerazione di gravità. Esistono essenzialmente due tipologie di ultracentrifughe che si differenziano fra loro per i diversi accorgimenti costruttivi adottati, ovvero le ultracentrifughe analitiche e quelle preparative.
Queste apparecchiature trovano importanti utilizzi in campi quali la biologia molecolare, la biochimica, la chimica dei polimeri e quella dei colloidi.

## Storia
L'ultracentrifuga analitica è stata inventata da Theodor Svedberg nel 1925, il quale l'anno seguente vinse il Premio Nobel per la chimica per la sua ricerca sui colloidi e sulle proteine mediante l'utilizzo dell'ultracentrifuga.
Successivamente Edward Greydon Pickels inventò l'ultracentrifuga a vuoto, introducendo il vuoto allo scopo di ridurre l'attrito generato alle elevate velocità di utilizzo. I sistemi sotto vuoto consentivano anche di mantenere la temperatura costante.
Nel 1946 Pickels fu uno dei cofondatori della Spinco (Specialized Instruments Corp.) e commercializzò una ultracentrifuga basata sul suo modello. Pickels, tuttavia, considerava il suo modello complicato e così ne sviluppò uno più semplice. Ma persino con quest'ultimo modello le vendite rimasero poche e la Spinco fu sull'orlo della bancarotta. L'azienda sopravvisse e fu la prima a produrre ultracentrifughe su scala commerciale nel 1947. Nel 1949 la Spinco introdusse un modello di ultracentrifuga preparativa (Model L) in grado di raggiungere la velocità massima di 40.000 rpm. Nel 1954 la Beckman Instruments (adesso divenuta Beckman Coulter) acquistò l'azienda ponendo le basi della sua divisione centrifughe Spinco.

## Ultracentrifuga analitica
L'ultracentrifuga analitica è costituita da un rotore che può essere azionato tramite aria compressa con un sistema di sospensioni pneumatiche oppure, in una variante più raffinata, si può sfruttare l'azione di un campo magnetico e l'effetto di induzione per azionare il rotore. Il rotore è contenuto in una camera schermata, refrigerata e nella quale è stato creato il vuoto. 
L'altro elemento fondamentale di una ultracentrifuga analitica è il sistema ottico, il quale consente di poter determinare il variare della concentrazione di sostanza all'interno del campione durante il processo di sedimentazione. Nel rotore oltre alla cella analitica, in cui è presente il campione da esaminare, trova posto anche una cella di bilanciamento. I rivelatori ottici più comunemente utilizzati consistono in uno spettrofotometro UV/VIS a doppio raggio fornito di monocromatore e in un interferometro laser ad elevata sensibilità in grado di registrare i gradienti di indice di rifrazione.
Essenzialmente è possibile realizzare due differenti tipi di esperimenti:
1. l'applicazione di una elevata forza centrifuga e l'analisi del tempo lungo cui decorre il processo di sedimentazione, determinando così la velocità di sedimentazione;
2. l'applicazione di una bassa forza centrifuga che permette il bilanciamento tra la diffusione e la sedimentazione tale da poter fare osservare un gradiente di equilibrio invariante nel tempo, ovvero un equilibrio di sedimentazione.

Questi esperimenti consentono di ricavare dati importanti quali la forma approssimata delle macromolecole, la distribuzione delle loro dimensioni, cambiamenti conformazionali, e la costante di equilibrio degli equilibri chimici coinvolti.
Dai dati ricavati dagli esperimenti di ultracentrifugazione si può infine derivare l'equazione di Svedberg:
{\displaystyle {\frac {s}{D}}={\frac {M\left(1-{\bar {\nu }}\rho \right)}{RT}}}
dove:
- s è la costante di sedimentazione;
- D è la costante di diffusione;
- M è la massa molare;
- {\displaystyle {\bar {\nu }}} è il volume parziale specifico;
- {\displaystyle \rho } è la densità del solvente;
- R è la costante dei gas;
- T è la temperatura assoluta.

## Ultracentrifuga preparativa
Lo scopo principale di una ultracentrifuga preparativa è quello di separare, preparare e purificare le macromolecole per poi poterle sottoporre a successivi studi. Gli usi principali riguardano la pulizia delle soluzioni di macromolecole da componenti, aggregati e avanzi cellulari prima della loro caratterizzazione con altri metodi quali lo scattering di luce, e la separazione di biopolimeri quali ad esempio gli acidi nucleici (DNA da RNA, DNA plasmidico da DNA cromosomiale).
Il processo di ultracentrifugazione può essere realizzato sia in assenza di gradiente di densità, come nel classico caso in cui si rimuovono le componenti cellulari da una soluzione di macromolecole facendo depositare queste componenti sul fondo, oppure applicando un gradiente di densità. Quando si è in presenza di macromolecole con alto peso molecolare la loro separazione da aggregati con pesi molecolari simili può risultare difficoltosa. Creando un gradiente di densità aggiungendo una opportuna sostanza alla soluzione, come nel caso del cloruro di cesio per la separazione degli acidi nucleici, le differenti molecole daranno origine a delle bande determinate dal loro diverso coefficiente di diffusione.
Sono disponibili diversi tipi di rotori adatti a una grande varietà di esperimenti e a trattare molecole con caratteristiche differenti.